# Тарсак (Атлантические Пиренеи)
Тарса́к (фр. Tarsacq) — коммуна во Франции, находится в регионе Аквитания. Департамент — Атлантические Пиренеи. Входит в состав кантона Кёр-де-Беарн. Округ коммуны — Олорон-Сент-Мари.
Код INSEE коммуны — 64535.

## География

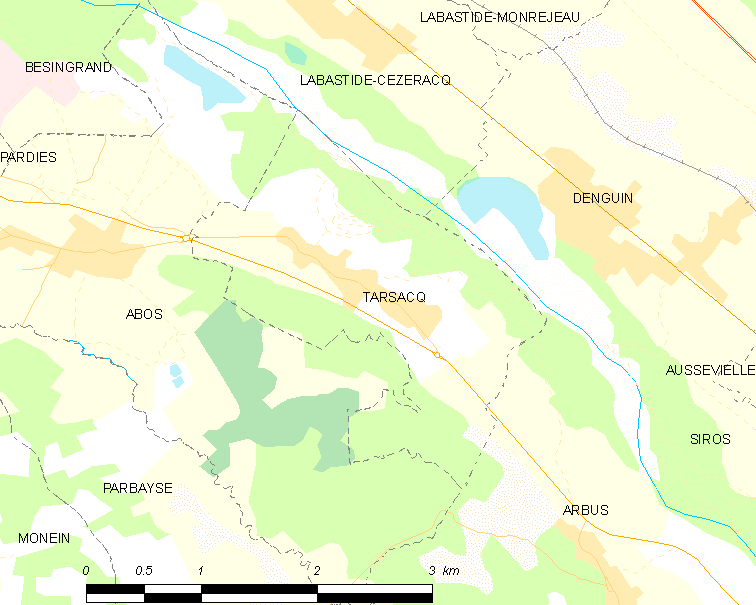
Карта коммуны

Коммуна расположена приблизительно в 650 км к югу от Парижа, в 165 км южнее Бордо, в 15 км к северо-западу от По.
На северо-востоке коммуны протекает река Гав-де-По.

### Климат
Климат тёплый океанический. Зима мягкая, средняя температура января — от +5°С до +13°С, температуры ниже −10 °C бывают редко. Снег выпадает около 15 дней в году с ноября по апрель. Максимальная температура летом порядка 20-30 °C, выше 35 °C бывает очень редко. Количество осадков высокое, порядка 1100 мм в год. Характерна безветренная погода, сильные ветры очень редки.

## Население
Население коммуны на 2010 год составляло 511 человек.
| 1962 | 1968 | 1975 | 1982 | 1990 | 1999 | 2010 |
| ---- | ---- | ---- | ---- | ---- | ---- | ---- |
| 201  | 202  | 268  | 335  | 344  | 422  | 511  |

## Администрация
| Период | Период | Фамилия             | Партия | Примечания |
| ------ | ------ | ------------------- | ------ | ---------- |
| 1995   | 2008   | Клод Палок          |        |            |
| 2008   | 2014   | Мари-Тереза Мирассу |        |            |
| 2014   | 2020   | Мете Мирассу        |        |            |

## Экономика
В 2010 году среди 350 человек трудоспособного возраста (15-64 лет) 266 были экономически активными, 84 — неактивными (показатель активности — 76,0 %, в 1999 году было 73,2 %). Из 266 активных жителей работали 239 человек (135 мужчин и 104 женщины), безработных было 27 (8 мужчин и 19 женщин). Среди 84 неактивных 40 человек были учениками или студентами, 25 — пенсионерами, 19 были неактивными по другим причинам.